# Monument

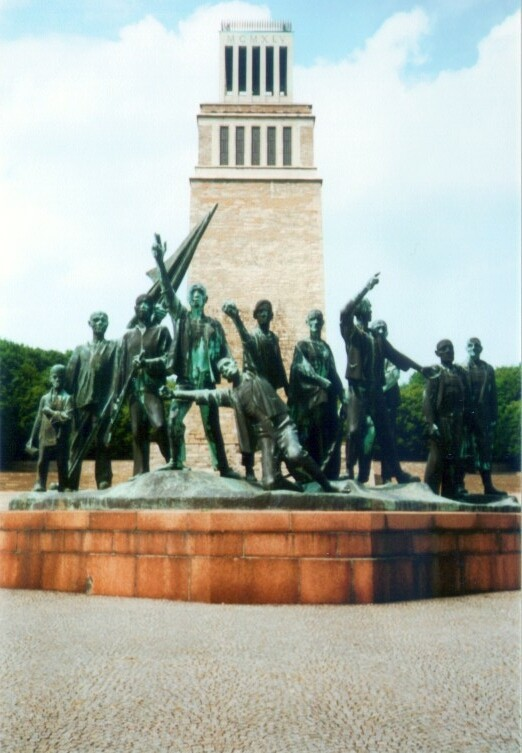
Monument în lagărul de concentrare Buchenwald

Un monument este o sculptură ridicată în amintirea unui eveniment, a unui personaj ilustru etc. sau o lucrare de arhitectură, un edificiu mare cu felurite elemente arhitectonice sau ornamentale, unele din ele fiind declarate monument istoric. În sintagma „monument al naturii” se face referire la o plantă, un animal, obiect sau fenomen din natură care are o importanță deosebită sau o semnificație specială.

## Etimologie
Termenul românesc monument provine din termenul francez monument, care, la rândul său, provine din termenul latinesc monumentum „tot ce amintește de (ceva, cuiva)”, „semn amintitor”, „amintire”. La rândul său, temenul latinesc monumentum provine din verbul moneō, monēre, monuī, monitum „a atrage atenția”, „a aminti”, „a avertiza”.

## Tipuri de monumente
- Clădiri ca:
  - Empire State Building din  New York,
  - Colosseum, în Roma;
- Construcții ce amintesc anumite succese militare:
  - Arcul de triumf:
    - Arcul lui Traian
    - Arcul de Triumf din Paris, din Place de l'Étoile
    - Arcul de Triumf din București,
    - Arcul de Triumf din Chișinău;

  - Tropaeum Traiani,
  - Monumentul de la Guruslău;
- Columne ca:
  - Obeliscul din Paris,
  - Columna lui Traian;
- Mausolee: 
  - Mausoleul de la Mărășești,
  - Mausoleul de la Mateiaș amintește de vitejia ostașilor căzuți în luptele din zona Rucăr, Dragoslavele, Valea Mare-Pravăț, Câmpulung, în toamna anului 1916. Monumentul comemorativ a fost ridicat pe muntele Mateiaș, în 1935, după proiectul arhitectului D. Ionescu-Berechet.
  - Mausoleul lui Lenin,
  - Mausoleul lui Gheorghi Dimitrov din Sofia, edificat în 1949; după prăbușirea comunismului în Bulgaria, corpul lui Gheorghi Dimitrov a fost înmormântat, în 1990, într-un cimitir din Sofia, iar mausoleul a fost demolat în 1999.
- Statui ca:
  - Lupa Capitolina
    - Statuia Lupoaicei din București;

  - Statuia Sfântului Gheorghe din Praga
    - Statuia Sfântului Gheorghe din Cluj;

  - Patria Mamă
  - Statuia Libertății din New York,
  - Statuia lui Ștefan cel Mare din Chișinău,
  - Statuia lui Mihai Viteazul din București;
- Monumente istorice sau naturale din România:
  - Câmpia Libertății,
  - Arii protejate din Moldova,
  - Rezervații Naturale în Banat,
  - Turnul de apă din Iosefin.
- Monument de reamintire a unor evenimente dramatice (Monumentul dintr-un lagăr de concentrație nazist, sau Monumentul eroilor căzuți într-un război)

### Monumente
- Monumentul Drumarilor
- Monumentul Eroilor din Drobeta
- Monumentul Eroilor din Iași
- Monumentul Eroilor din Turda
- Monumentul Eroilor din Târgu Neamț
- Monumentul Holocaustului din Oradea
- Monumentul Libertății din Riga
- Monumentul Martirilor din Turda
- Monumentul Memorandiștilor din Cluj-Napoca
- Monumentul Renașterii Naționale (București)
- Monumentul Reuniunii Sfânta Maria
- Monumentul Unirii din Iași
- Monumentul Victimelor Comunismului din Washington, SUA
- Monumentul lui Grigore Ghica III din Iași

### Liste
- Locuri din patrimoniul mondial
- Lista locurilor în Baia Mare
- Lista locurilor în Câmpia Turzii
- Lista locurilor în Dej
- Lista locurilor în Gherla
- Lista locurilor în Huedin
- Lista locurilor în Satu Mare
- Lista locurilor în Turda